# Alphonse Laveran
Pour les articles homonymes, voir Laveran.
Charles Louis Alphonse Laveran (18 juin 1845 - 18 mai 1922) est un médecin militaire et parasitologiste français, pionnier de la médecine tropicale, qui a découvert, en 1880, le parasite protozoaire responsable du paludisme. Pour la première fois était mis en évidence que les protozoaires pouvaient être la cause de maladies. Ses travaux lui ont valu de recevoir le prix Nobel de physiologie ou médecine de 1907.

## Biographie

### Enfance et formation
Il est né le 18 juin 1845 à Paris dans une famille de militaires, en plein Quartier latin, au 9 de l'ancienne rue de l'Est qui est encore en 1845 dans l'ancien 12e arrondissement de Paris et qui est intégrée au Boulevard Saint-Michel au moment des travaux haussmanniens ; la maison est alors devenue un hôtel au 125 de ce boulevard. Il est le fils du docteur Louis Théodore Laveran (1812-1879) et de Marie-Louise Anselme Guénard de la Tour,. Il a une sœur aînée, Caroline. Son père fait également une belle carrière de médecin militaire et de professeur de médecine et d'épidémiologie qu'il termine comme directeur de l’École de médecine militaire de l'hôpital du Val de Grâce à Paris avec le grade de Médecin Inspecteur des Armées Françaises. Sa mère était la fille de François Félix Guénard de la Tour, Lieutenant-Colonel de l'Artillerie,.
C'est en raison de la carrière de son père qu'il quitte Paris pour Metz très jeune, puis déménage à cinq ans à Blida en Algérie. Revenu  avec sa famille pour des études classiques au collège Sainte-Barbe puis au lycée Louis-le-Grand à Paris, il suit les traces paternelles et est admis, en 1863, à l’École impériale du service de santé militaire. Il suit les cours de la faculté de médecine de Strasbourg où il est reçu au concours de l’internat de l’Hôpital Civil en 1866 ; la même année, il soutient sa thèse de doctorat en médecine sous la direction d'Émile Küss (Voir plus bas).

### Carrière
Au début de la confrontation franco-prussienne de 1870, Laveran est envoyé sur le front de l’Est comme officier ambulancier. Il participe, à ce titre, à la bataille de Saint-Privat et assiste à la capitulation de la ville de Metz, le 27 octobre 1870. En qualité de médecin, il peut quitter la ville pour être affecté à l’hôpital militaire Scrive de Lille, où il reste jusqu’à la fin de la guerre.
Après une courte affectation comme médecin-aide major à l’hôpital militaire Saint-Martin à Paris installé depuis 1861 dans les locaux d'un ancien couvent et renommé Hôpital militaire Villemin en 1913, il passe avec succès, en 1874, le concours d’agrégation du Val de Grâce : il est nommé professeur des Maladies et Épidémies des Armées.
En 1878, il est envoyé en Algérie, d’abord à l’hôpital militaire de Bône, puis à Biskra et enfin à Constantine. Pendant ce séjour, il commence à suspecter l’origine parasitaire des anomalies histologiques rencontrées dans le sang des patients impaludés. C’est en novembre 1880, qu’il a définitivement confirmation de ses hypothèses, en observant l’hématozoaire du paludisme « Je découvris des éléments filiformes, ressemblant à des flagelles, qui s’agitaient avec une grande vivacité en déplaçant les hématies voisines ; dès lors, je n’eus plus de doute sur la nature parasitaire des éléments que j’avais trouvés ; je décrivis les principaux aspects sous lesquels se présente l’Hématozoaire du paludisme dans des notes adressées en 1880-1882 à l’Académie de Médecine et dans un opuscule intitulé Description d’un nouveau parasite trouvé dans le sang des malades atteints de fièvre palustre. Ces premiers résultats de mes recherches furent accueillis avec beaucoup de scepticisme. L’hématozoaire que je donnais comme agent du paludisme ne ressemblait pas aux bactéries ; il sortait en un mot du cadre des microbes connus et beaucoup trouvèrent plus simple de mettre en cause son existence. ». En 1884, dans le Traité des fièvres palustres, il conjecture que ce microbe se trouve à l’état de parasite chez les moustiques, ce que le Britannique Ronald Ross confirmera quelques années plus tard.
En 1894, il est nommé médecin-chef de l’Hôpital militaire de Lille, puis directeur du Service de Santé du IIe corps d’Armée : privé d’un service hospitalier pour poursuivre ses recherches et devant le refus de l’administration de l’affecter à un poste où il aurait pu continuer ses travaux, il demande, en fin d’année 1896, à cinquante ans, sa mise à la retraite, ce qui lui est accordé.
C’est en qualité de bénévole qu’il reprend ses recherches à l’Institut Pasteur, accueilli cordialement par Émile Roux, où il est nommé chef de service honoraire ; à partir de 1900, il s’intéresse aux trypanosomes et publie avec Félix Mesnil, plusieurs études sur la maladie du sommeil ; en 1903 Laveran et Mesnil démontrent que le parasite responsable d'une fièvre de l'Inde (le Kala azar) est un protozoaire nouveau, indépendant des trypanosomes et de l'hématozoaire du paludisme.
Membre de l'Académie nationale de médecine, il est élu membre de l'Académie des sciences en 1901 et ses titres dans les sociétés étrangères ne se comptent plus en tant que membre associé ou membre honoraire ; en 1912, il reçoit la cravate de Commandeur de la Légion d'honneur.
En 1907, Laveran se voit attribuer le Prix Nobel de physiologie ou médecine « en reconnaissance de son travail sur le rôle joué par le protozoaire dans la cause des maladies ». Ces œuvres, dit le rapporteur Carl Sundberg, constituent une preuve que le créateur de la Pathologie protozoaire continue à être le premier savant de cette branche; la moitié de ce prix fut consacré à l’installation du Laboratoire des Maladies Tropicales, où s’effectueront désormais ses recherches. En 1908, il fonde la Société de Pathologie exotique, dont le siège est à l’Institut Pasteur ; nommé président avec F. Mesnil comme secrétaire, son mandat est renouvelé successivement jusqu’en 1920.
Pendant la guerre de 1914 à 1918, Laveran fait partie de diverses commissions ayant pour objet de sauvegarder l’état sanitaire des troupes.
En 1920, il préside le Centenaire de l’Académie de Médecine.

### Vie personnelle
Il se marie à  40 ans, le 5 octobre 1885, avec Sophie Marie Pidancet de  13 ans sa cadette, à la mairie de Montoy-Flanville, village qui n'a pas d'église, puis religieusement à l'église de Noisseville en Moselle alors sous annexion allemande. Ils n'ont pas d'enfant.
En 1920, atteint d'un maladie non identifiée, ses forces déclinent et il meurt à son domicile du 6e arrondissement de Paris, le 18 mai 1922.
Il est enterré au cimetière du Montparnasse dans la même sépulture que sa mère décédée en 1900, sa sœur Caroline demeurée célibataire décédée en 1929 et son épouse décédée en 1950,.

## Publications

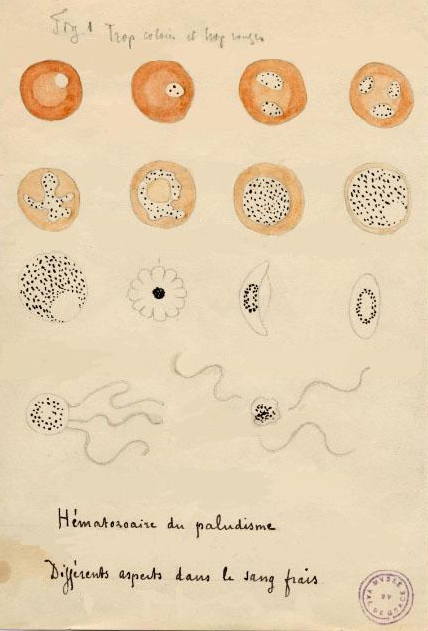
Dessins de l'« hématozoaire du paludisme » par Alphonse Laveran.

L’œuvre scientifique de Laveran est consignée dans plus de six cents publications.
Recherches expérimentales sur la régénération des nerfs , Thèse de médecine (sous la direction d'Émile Küss), Imp. Sibermann, Strasbourg, 1867, (Lire en ligne).
En 1875, paraît le Traité des maladies et des épidémies des armées (Lire en ligne), suivi en 1879, en collaboration avec Joseph Teissier de Lyon (1851-1926), de Nouveaux Éléments de Pathologie et de Clinique Médicale en deux volumes (Lire en ligne : tome 1 et tome 2).
En 1884, il publie le Traité des fièvres palustres (Lire en ligne) qui constitue la première édition de son Traité du paludisme, paru en 1897 (Lire en ligne) : ces publications constituent l’œuvre magistrale de Laveran.

## Hommages
- Plusieurs hôpitaux ou bâtiments d'hôpitaux portent le nom d'Alphonse Laveran : 
  - À Constantine en Algérie, l’Hôpital militaire no 303 édifié en 1841, prend en 1913 le nom d’Alphonse Laveran. Il est situé sur la partie la plus haute du plateau, en surplomb des gorges du Rhumel, au nord-est de la ville[15],[16]. Il a été transféré le 30 mars 1963 au Service de santé de l’armée algérienne[17].
  - À Marseille, un hôpital militaire situé en centre-ville depuis 1848 est appelé en 1913 Hôpital Michel Lévy. Vétuste, il cesse définitivement ses activités de santé militaire en 1965, et les locaux sont dévolus à l'AP-HM qui les utilisent pour délester provisoirement ses autres hôpitaux. Il est complètement démoli en 1988 pour laisser place à un parc puis à un complexe immobilier[18]. Le nouvel hôpital militaire est inauguré en novembre 1963, recevant le nom d’Hôpital d'instruction des armées Laveran situé sur le Boulevard Laveran. Les personnels militaires qui y sont affectés portent son insigne[19].
  - À Paris, le pavillon des maladies infectieuses de l'Hôpital de la Pitié Salpêtrière s'appelle 'Pavillon Laveran', il accueille aussi le bureau de la Société de pathologie exotique dont le siège est à l'Institut Pasteur de Paris.
  - À Paris, dans l'Institut Pasteur, le laboratoire construit avec les fonds reçus par Laveran pour son Prix Nobel, au 96 rue Falguière, s'appelle aujourd'hui 'Pavillon Laveran'
  - À Londres son nom figure sur la frise ornant le haut des deux façades de la London School of Hygiene and Tropical Medicine située dans le borough londonien de Camden ; c'est le deuxième nom en partant de la droite (ou l'avant dernier en partant de la gauche) de la façade qui se trouve sur Gower Street (Londres) après (ou avant) le coin de Keppel Street (en). Au total, vingt-trois noms de pionniers de la santé publique et de la médecine tropicale y figurent, choisis lors de sa construction en 1926[20].

- Des écoles portent son nom
  - À Constantine en Algérie, une nouvelle école de filles, intégrant primaire et secondaire, construite dans le quartier du Coudiat Aty (quartier résidentiel colonial)[21],[22] dans la rue Nationale, est inauguré en 1952 et porte le nom de Lycée Laveran ; il est devenu en  1963 après l'indépendance 'Lycée El Houria'[23].
  - À Montoy-Flanville, l'école primaire Louis-Alphonse-Laveran, se situe dans le village mosellan où il épouse Sophie-Marie Pidancet le 5 octobre 1885.

- Des médailles sont frappées à son effigie :
  - Par l'Institut Pasteur.
  - La Société de pathologie exotique créée en 1907 par Laveran et dirigée par lui pendant 12 ans, crée en 1927, après la mort de Laveran donc et pour lui rendre hommage, "la médaille Laveran"[24] afin d'honorer des scientifiques pour leurs contributions exceptionnelles à la médecine tropicale. Elle a été décernée à quelques reprises[25]; par exemple en 2017 au Professeur Santiago Mas-Coma[26] de l'Université de Valence en Espagne pour ses travaux sur la fasciolose et la maladie de Chagas[27].
  - Une médaille espagnole est frappée en bronze, ayant à l'avers le portrait classique de Laveran avec la légende Charles Louis Alphonse Laveran / 1845 - 1922 et au revers le moustique anophèle avec la date 1907 et la légende Prémio Nobel de medicina - Estudios sobre o paludismo[28].

- Des timbres et autres émissions philatéliques sont émis à son effigie, par ordre chronologique d'émission :

  - En Algérie le 4 janvier 1954 un timbre (série "En l'honneur du Corps de Santé militaire")[29] et deux enveloppes imprimées  Premier jour sont émises avec ce timbre par le Service de santé (des armées) à Alger[30].
  - En France le 14 avril 1962, une enveloppe de Premier jour d'émission sur le thème Le Monde uni contre le paludisme, avec un timbre représentant l'anophèle vecteur de l'hématozoaire, mentionne en grand le nom du Dr Laveran[31].
  - En Suède en 1967 (série "Lauréats du Prix Nobel 1907")[32],[33].
  - En Guyana en 1995, est émis un bloc de timbres de 35 $ représentant le centenaire de l'attribution de neuf Prix Nobel dans différentes catégories[34] dont celui de Laveran, qui est le premier à gauche de la deuxième rangée.
  - En Guinée-Bissau en 2009 est émise une plaque de 5 timbres de 600 francs CFA réunissant cinq Prix Nobel de 1907 (Albert A. Michelson, E. Buchner, C.L.A.Laveran, R. Kipling, E.T. Moneta)[35].
  - En République de Guinée en 2015, est émis un timbre à l'effigie de Laveran, pour marquer l'importance du développement dans ce pays des tests de dépistage sanguins du paludisme.

- Statues, bustes, stèles
  - À Constantine un buste de Laveran se trouve dans la cour de l'hôpital militaire sur le socle duquel est gravé : « Dans cet hôpital Alphonse Laveran alors médecin Major de 1re classe a, le  6 novembre 1880 a découvert l'hématozoaire du paludisme (1845-1922) »[36],[37].
  - À Paris deux fontaines jumelles Laveran, de part et d'autre du portail de la grille de l'église du Val de Grâce, œuvres de l'architecte Yves Boiret sont édifiée en 1995 sur la Place Alphonse-Laveran[38].
  - En Algérie à Sidi Mançar (ou Sidi Maansar), au centre du bourg trône encore (en 2020) un monument de pierres taillées sur lequel est apposé un portrait sculpté en bas relief contenu dans un cercle sous lequel est gravé  « Au docteur A. Laveran 1845-1922 - Par sa découverte du parasite du paludisme à Constantine en 1880 il contribua à l'étude des maladies à hématozoaires et à la lutte scientifique contre ces fléaux des colonies »[39].

- Plaque commémorative 
  - À Strasbourg en 1980, une plaque commémorative est apposée sur un mur de la Faculté de Médecine à l'occasion du centenaire de la découverte de l'hématozoaire du paludisme.

- Plusieurs lieux et voies ou places portent son nom :
  - En France 
    - Une Place Alphonse-Laveran à Paris dans le 5e arrondissement porte ce nom depuis 1930[40], en face de l'église du Val-de-Grâce, ainsi qu'à Montpellier dans le quartier Hôpitaux-Facultés,
    - Un boulevard Laveran à Marseille,
    - Une rue porte son nom à Lagord (Charente-Maritime), à Metz dans le quartier de Queuleu depuis 1954, à Evry-Courcouronnes, à Nantes, au Pradet, à Nevers, à Orvault, une rue du Docteur Laveran se trouve à Aulnay-sous-Bois et une rue Laveran à Limoges et à Villars-les-Dombes,
    - Une allée Alphonse Laveran à Buc,
    - Une impasse à Brétigny-sur-Orge,
    - Un square à Claye-Souilly.

  - En Algérie
    - Un village de la plaine de Timgad porte son nom jusqu'à l'indépendance du pays, où il est alors renommé Sidi Mançar ou Sidi Maansar en arabe سيدي معنصر, aujourd’hui chef-lieu de la commune d’Ouyoun El Assafir.
    - Une rue porte toujours son nom, en qualité de bienfaiteur de l'humanité pour ses travaux de recherche en parasitologie, dans le quartier résidentiel de Bellevue à Constantine (Algérie).

  - En Tunisie
    - Il y a une rue du Docteur Alphonse Laveran à Tunis, dans le quartier situé entre le Parc du Belvédère et le cimetière du Borgel.

- Nom de promotion de grande école
  - L'ESSA lui donne son nom à la promotion de 1994[41], créant alors un insigne à son nom.

- Nom d'un objet astronomique
  - Le 20 janvier 2009, le groupe de travail sur la nomenclature du système planétaire de l'Union astronomique internationale a donné son nom à un cratère de la lune[42].

- Colloque
  - Le 24 novembre 2022, à l'occasion du centenaire de sa mort, le Service de santé des armées a organisé un colloque et une exposition Laveran à l’École du Val-de-Grâce[43].